# Kostel Narození Panny Marie (Velké Bílovice)
Kostel Narození Panny Marie ve Velkých Bílovicích je římskokatolický farní kostel v jihomoravské obci Velké Bílovice v okrese Břeclav. Stojí na mírném návrší zvaném Tabačov. Je chráněn jako kulturní památka.

## Historie

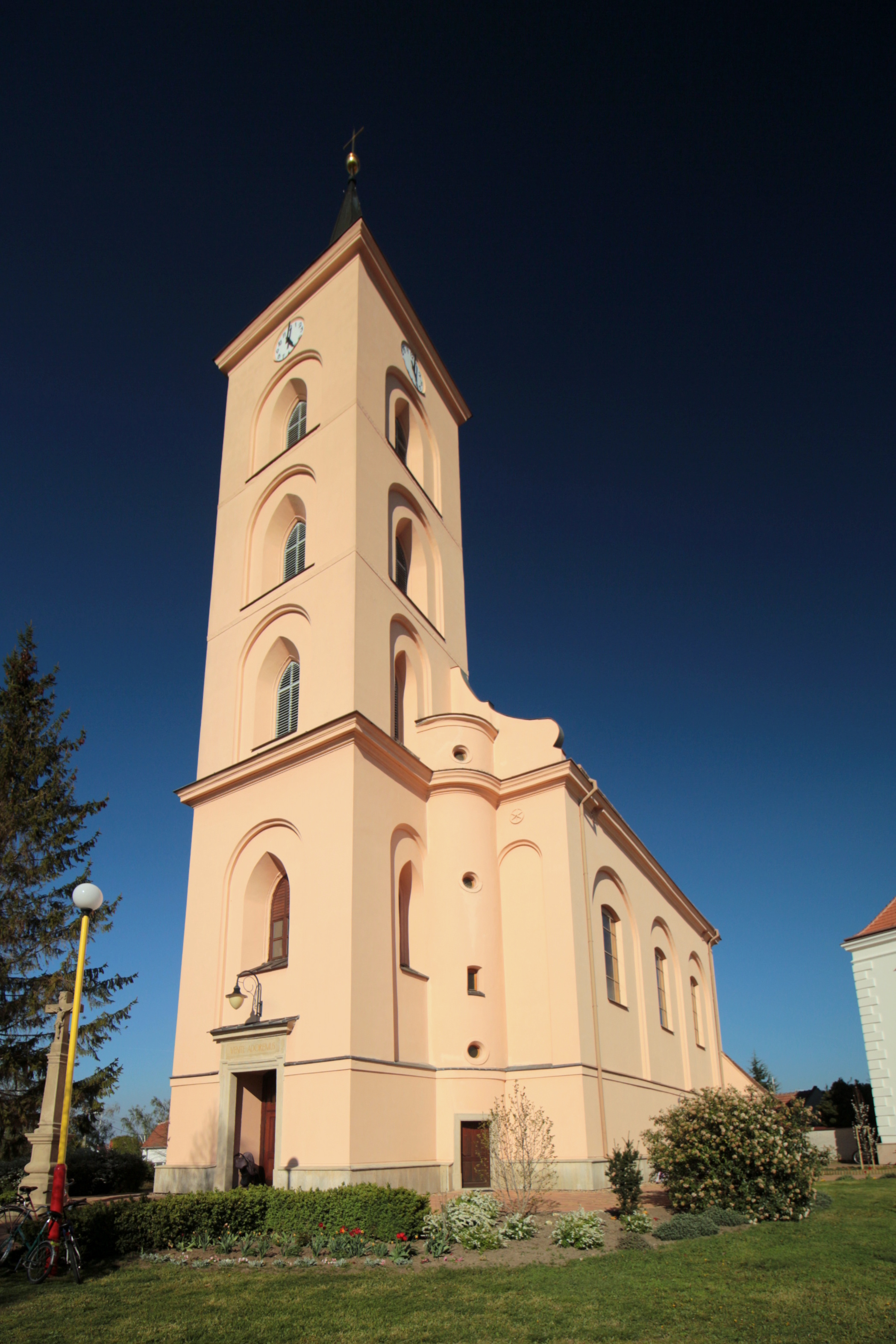
Kostel Narození Panny Marie

Původně stál na tomto místě českobratrský kostel postavený majitelem panství Janem ml. ze Žerotína roku 1564. Současná budova kostela byla vystavěna v letech 1764–1765 Josefem Václavem z Lichtenštejna.
V roce 1781 byla k severní straně presbytáře kostela přistavěna nová kaple, přístupná vnitřním točitým schodištěm při její západní straně. Kaple byla postavena na náklady knížete Františka Josefa I. V roce 1816 byl celý kostel opravován. V roce 1879 byla báň kostela opatřena novým křížem, při této příležitosti byla do ní vložena pamětní listina s podpisy všech přítomných. Roku 1889 se ve zdivu objevily povážlivé trhliny, kostel byl proto uzavřen. Stavební práce trvaly asi 2 roky. V roce 1925 dostal kostel novou střechu, nová okna s malovanými skly a byl vymalován interiér. Při přechodu fronty 14. dubna 1945 byl kostel těžce poškozen dělostřelbou. V červnu 1947 proto žádal místní Kostelní konkurenční výbor Ministerstvo školství a osvěty o subvenci na jeho opravy. Ta byla poskytnuta a obnova začala v roce 1950. Další opravy se uskutečnily v 60. a 80. letech.

## Popis
Kostel představuje jednolodní orientovanou stavbu na východě ukončenou polygonálním závěrem kněžiště s obdélnou sakristií při jeho jižní stěně. K severní straně kněžiště přiléhá patrová kaple s točitým schodištěm. Západnímu průčelí je na osu představena mohutná vysoká čtyřboká věž s hlavním vstupem do kostela, v koutě při jižní straně věže je situována půlválcová schodišťová věž ukončená plochou stříškou nad hlavní římsou. Průčelí je prolomeno na osu pravoúhlým vchodem. Po obou stranách věže je fasáda završena volutovými křídly štítu. Třípatrová věž je členěna v jednotlivých podlažích kordonovou římsou a v každém patře arkaturou, v níž je po jedné okenní ose. Nad oknem třetího patra je umístěn kruhový hodinový ciferník. Věž je zastřešena čtyřbokým jehlanem a završena makovicí s křížem. Zaklenuta je v prvním patře zrcadlovou klenbou s profilovanou fabionovou římsou při její patě a s jednoduchými geometrickými obrazci ve štuku. Další patra jsou zastropena dřevěnými trámovými stropy. Předsíň v podvěží je zaklenuta ploše valenou klenbou se dvěma dvojicemi protilehlých lunet s ostrými hranami.

## Fara

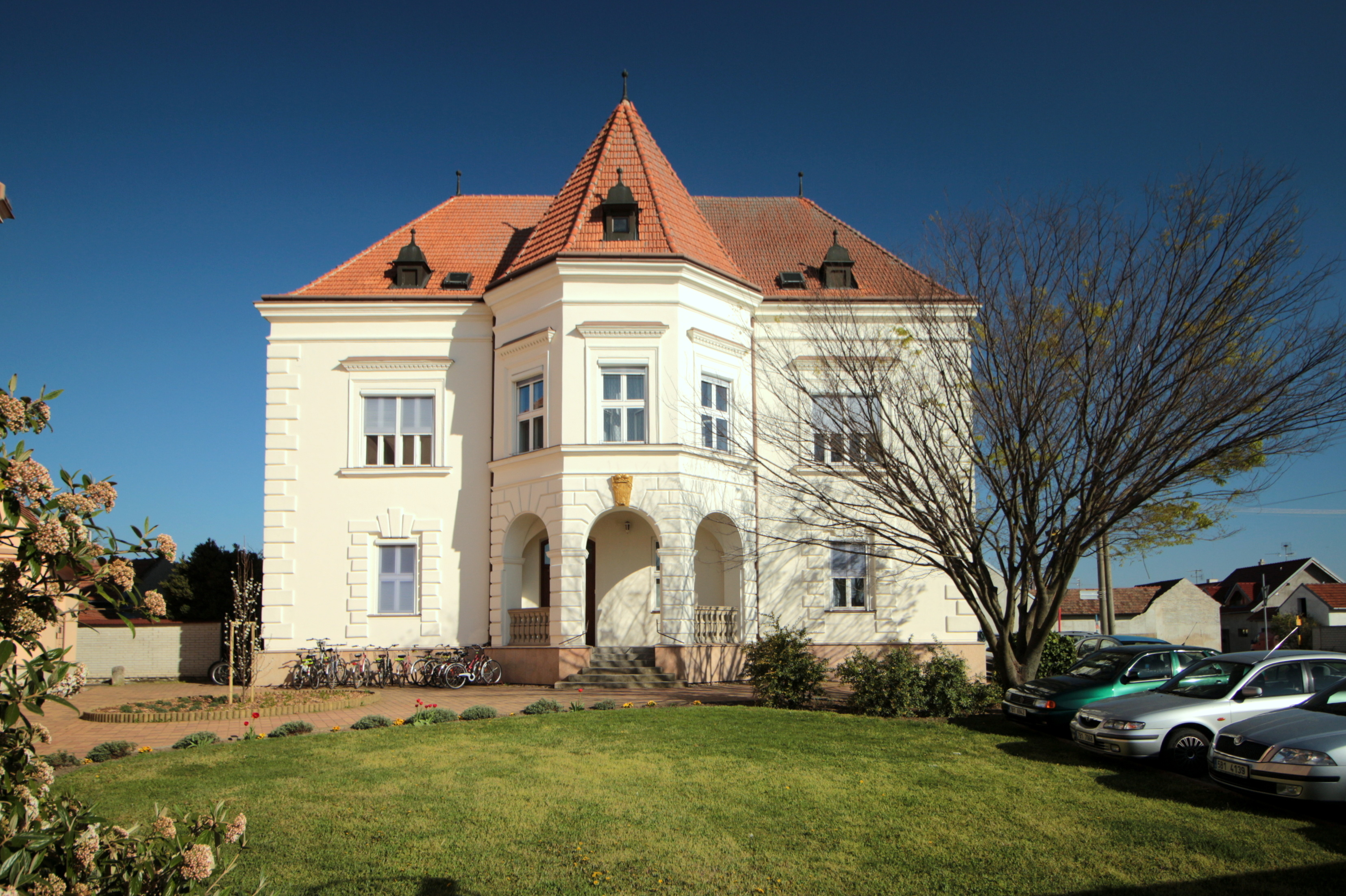
budova fary ve Velkých Bílovicích, čp. 234

V těsné blízkosti kostela se nachází fara postavená kolem roku 1893 Janem II. z Lichtenštejna. Faru projektoval architekt Karel Weinbrenner, který je architektem mnoha církevních i světských staveb bývalých jihomoravských panství Lichtenštejnů. Budova má obdélníkový půdorys, který je obohacen velkorysým zastřešeným vstupem se schodištěm zakončeným věžičkou. Původně byla střecha doplněna barevným vzorem tašek. Nad vstupem na schodiště fary se dodnes nachází erb rodu Lichtenštejnů doplněný knížecí korunou. Za farou je mezi budovami ukrytá malá zahrada.